# Idaea couloniata
Idaea couloniata là một loài bướm đêm trong họ Geometridae.